# A földrészek nevének eredete
A földrészek nevének eredete:
Európa a görög mitológia egyik szereplőjéről, Európé királylányról kapta a nevét, akit Zeusz fehér bika alakjában ragadott el.
Ázsia neve szintén a görög mitológiából származik, Asziáról nevezték el. A görögök ez alatt a név alatt főként a ma Kis-Ázsiának nevezett területet értették.
Afrika a latin terra africa kifejezésből kapta a nevét, az ókori rómaiak hívták így Afrika általuk ismert, északi partvidékét, ahol hasonló nevű provinciát is alapítottak. Feltehetőleg a latin africa („napfényes”) vagy a görög aphriké („nem hideg”) szóból ered. Emellett azonban felmerülhet a halkentaur Aphrosz mint névadó, aki a tengerjáró aphroi nép királya és Libüa apja.
Amerika Amerigo Vespucci olasz felfedezőről kapta a nevét, elsőként Martin Waldseemüller német térképész térképein jelenik meg. Vespucci ismerte fel, hogy a Kolumbusz Kristóf által Indiának hitt terület valójában egy addig ismeretlen földrész. Az Amerigo olasz keresztnév magyar megfelelője Imre.
Ausztrália a latin terra australis incognita („ismeretlen déli földrész”) kifejezésből kapta a nevét, ezen a néven a kora újkori térképeken egy még felfedezetlen, feltételezett déli földrészt jelöltek. Matthew Flinders (1774-1814) angol tengerész navigátor, térképész és felfedező útjáról kiadott könyvében használja először az Ausztrália elnevezést.
Antarktisz neve azt jelenti: az Arktisszal ellentétes. Az Arktisz az Északi-sark vidéke, a Göncölszekér (Ursa maior) csillagkép görög nevéről kapta a nevét. Ez a csillagkép csak az északi félgömbön látható.
A földtörténet során korábban létezett földrészek nevei:
Rodinia, Pangea elődje az orosz родина („anyaföld”) szóból kapta a nevét.
Pangea neve görög eredetű (pan: „minden-”, „össz-”, gaia: „Föld”).
Laurázsia, mely a mai Európa, Ázsia és Észak-Amerika őse, Európa és Ázsia összefoglaló nevéről (Eurázsia), valamint a Szent Lőrinc-folyó vidékéről (mely ősföld) kapta a nevét.
Gondwana, mely a mai Dél-Amerikát, Afrikát, Ausztráliát, Antarktiszt és Indiát foglalta magába, az indiai Gondwana régióról kapta a nevét.